# Albert Namatjira

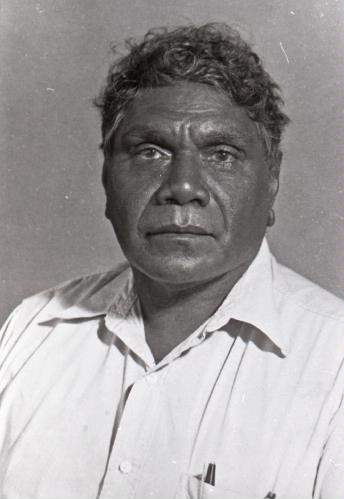
Albert Namatjira, etwa 1950

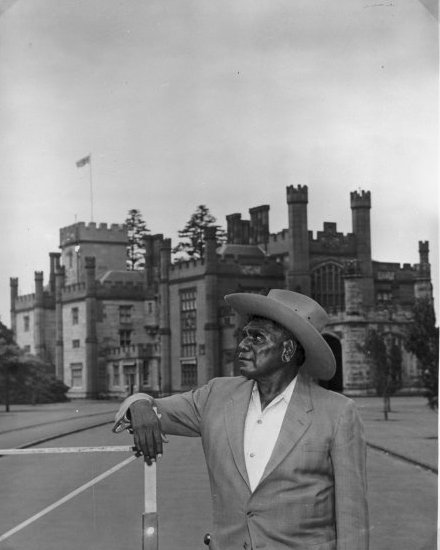
Albert Namatjira vor dem Government House in Sydney, 1947

Albert Namatjira (* 28. Juli 1902 in Hermannsburg; † 8. August 1959 in Alice Springs) war ein australischer Maler und Künstler vom Stamm der Arrernte.

## Leben
1938 hatte Namatjira seine erste Ausstellung in Melbourne, deren Exponate ebenso wie die folgenden in Sydney und Adelaide alsbald ausverkauft waren. Auch die nächsten 10 Jahre seines Schaffens ließen seine Bekanntheit weiter steigen. Königin Elisabeth II. zeichnete ihn 1953 mit der Queen’s Coronation Medal aus und traf ihn zudem im Folgejahr persönlich in Canberra.
Er malte  hauptsächlich Landschaften und die Natur, versuchte sich aber auch an Holzskulpturen. Als er älter wurde, wollte er ein Haus in Alice Springs bauen. Der Kauf erwies sich jedoch als schwierig, da er als Aborigine ein Mündel des Staates war, weswegen er keine Immobilien erwerben konnte. Durch seine hohe Popularität und nachdem es viele Proteste gegeben hatte, erhielten er und seine Frau 1957 als erste Ureinwohner des Northern Territory die vollen australischen Bürgerrechte. Zu diesen Rechten gehörte auch, dass er Alkohol erwerben durfte, allerdings war es ihm verboten, ihn mit anderen Aborigines zu teilen. 1958 wurde er wegen dieser vermeintlichen Übertretung des Gesetzes angeklagt und verurteilt. Er verbrachte zwei Monate im Gefängnis. Ein Jahr später starb er mit 57 Jahren an einem Herzinfarkt.
Als er 1959 starb, hinterließ er circa 2000 Gemälde. 1957 hatte Namatjira einen Teil seiner Copyrightrechte an den Verlag Legend Press des Kunsthändlers John Brackenreg gegen eine 12,5-prozentige Tantieme verkauft. In seinem Testament hatte Namatjira seiner Frau und seinen Nachkommen die Nutzungsrechte vermacht, aber der Nachlassverwalter delegierte die Abwicklung des Testaments an einen Treuhänder der Verwaltung des Northern Territory. 1983 verkaufte ein Angestellter der Verwaltung des Northern Territory sämtliche Nutzungsrechte an den Werken Namatjiras an den Verlag. Als Preis dafür wurden lediglich 8500 Dollar festgesetzt, da der Angestellte es versäumt hatte, vor Abschluss des Vertrages einen Kunstexperten nach dem Wert der Werke zu befragen. Erst Ende 2017 gelang es in komplizierten Verhandlungen die Copyrightrechte Namatjiras wieder an seine Familie zu übertragen. Seit diesem Zeitpunkt vertritt die Firma Copyright Agency die Rechte der Nachkommen Namatjiras an den Werken. Die Agency ist Australiens nationale Urheberrechtslizenzierungsorganisation.
Albert Namatjiras Name ist Textteil im populären australischen Lied I Am Australian, geschrieben 1987 von Bruce Woodley (The Seekers).
Sein Name erscheint auch im Song Truganini der australischen Band Midnight Oil: I hear much support for the monarchy; I hear the Union Jack’s to remain; I see Namatjira in custody; I see Truganini's in chains (Ich höre viel Unterstützung für die Monarchie; Ich höre der Union Jacks soll bleiben; Ich sehe Namatjira in Haft; Ich sehe Truganini in Ketten.)